# カメガヤ
株式会社カメガヤは、神奈川県横浜市港北区新横浜に本社を置くドラッグストアチェーンである。

## 概要
横浜市・川崎市を中心にスーパードラッグストアの Fit Care DEPOT （フィットケア・デポ）と、化粧品販売に特化したコスメティックメガストア musée de peau （ミュゼ・ド・ポゥ）の店舗ブランドで展開している。チラシ等の広告費を掛けず、ドラッグストアとコンビニの要素を取り入れた、安さと主婦が買物しやすい店舗を展開している。駐車しやすい駐車場を多数確保し、カートを押してゆったり買物できる床面積を有している。

## 沿革
- 1923年5月26日 - 反町で龜ヶ谷薬局創業[2]。
- 1950年 - 株式会社設立。
- 1991年 - Fit Care DEPOTブランドを展開。
- 1995年 - 物流センターを座間に移転。
- 1996年9月 - 本部事務所を新横浜に移転。
- 1997年7月 - 物流センターを折本町に移転。
- 1998年10月 - 物流センターを佐江戸町に移転。
- 1999年9月 - musée de peauブランドを展開。
- 2015年1月 - 瀬谷区に第二物流センターを新設。
- 2018年 - 株式会社SLJの株式を取得[3]。
- 2019年8月1日 - d払い・dポイントを導入[4]。

## ドラッグストア一覧
出店店舗の詳細は公式サイト「店舗一覧」を参照。

### スーパードラッグストア「Fit Care DEPOT」

#### 横浜市港北区
- 日吉5丁目店
- 高田西店
- 北綱島店
- 綱島東店
- 新吉田店
- ペペB1店
- 篠原店
- 岸根店

#### 横浜市都筑区
- 池辺町店
- サファーレ中川店
- 仲町台店
- 中川店
- 北山田店
- 荏田東店

#### 横浜市青葉区
- 元石川店
- 北すすき野店
- しらとり台店
- 市ヶ尾店
- 梅ケ丘店
- 田奈店
- 荏田246店

#### 横浜市神奈川区
- 西菅田店
- 片倉店
- 羽沢店
- 菅田店

#### 横浜市鶴見区
- 下末吉店
- 二ッ池店
- 駒岡店
- 国道店
- 鶴見本町通店

#### 横浜市中区
- シルクセンター店

#### 横浜市戸塚区
- 上矢部店

#### 横浜市緑区
- 中山町店
- 十日市場店
- 長津田みなみ台店

#### 横浜市金沢区
- 富岡西店

#### 横浜市瀬谷区
- 相沢店
- 阿久和南店

#### 横浜市港南区
- 笹下店
- 打越店

#### 川崎市
- 上野川店
- 野川店
- 久末店
- 菅生2丁目店
- 登戸店
- 長沢店
- 観音店
- 菅生店
- 東名川崎店
- 明津店
- 大谷戸店
- 上小田中店
- 下小田中店
- 小杉店
- 馬絹店

#### 相模原市
- 相模大野店

#### 東京都
- 本町田店
- 田園調布南店

### トータルヘルスケアストア「Fit Care Express」

#### 横浜市港北区
- 新横浜駅ビル店
- DSM新横浜店
- DSM新横浜別館店
- 妙蓮寺店

#### 横浜市都筑区
- センター南店

#### 横浜市青葉区
- たまプラーザ駅前店

#### 横浜市鶴見区
- 鶴見西口店

#### 横浜市中区
- シァル桜木町店
- 関内駅前店
- 馬車道店

#### 横浜市戸塚区
- 旭町通店
- 東戸塚店

#### 川崎市
- 新川崎店
- 川崎ダイス店

#### 東京都
- 品川プリンスホテル店

### バラエティストア「Fit Care MART」

#### 横浜市神奈川区
- 西寺尾店

#### 横浜市戸塚区
- 戸塚町店

#### 横浜市栄区
- 鍛冶ヶ谷店

#### 鎌倉市
- 鎌倉今泉店

## 化粧品専門店一覧
出店店舗の詳細は公式サイト「店舗一覧」を参照。

### コスメティックメガストア「musèe de peau」

#### 横浜市港北区
- トレッサ横浜店
- 日吉店
- 新横浜ペペ店

#### 横浜市都筑区
- センター北店

#### 横浜市青葉区
- 青葉台店

#### 海老名市
- 海老名店

#### 東京都
- 品川プリンスホテル店
- アクアシティお台場店
- 自由が丘店
- ヴィーナスフォート店

### Musèe de La Beaute
- 東戸塚店

### ATELIER ALBION・ALBION DRESSER
- ATELIER ALBION（アトリエ アルビオン）日吉店
- ALBION DRESSER（アルビオン ドレッサー）武蔵小杉店

## 不祥事

### 医薬品販売資格試験で不正合格
早急な多店舗展開を進めるなか、登録販売者を増やすために医薬品の登録販売者試験で虚偽の実務経験証明書を受験する社員に発行していた。
- 医薬品販売資格試験、カメガヤでも不正合格　資格満たさぬ１９０人／横浜　神奈川新聞2012年11月16日付
- カメガヤの医薬品登録販売者試験合格者７０人を取り消し、県が再発防止指示／神奈川　神奈川新聞2013年2月7日付